# Prémio António Quadros
O Prémio António Quadros foi instituído pela Fundação António Quadros com o objectivo de homenagear a vida e a obra de António Quadros e também de distinguir, encorajar e divulgar o pensamento português nas suas múltiplas expressões e géneros.
O prémio tem abarcado diversas áreas, nomeadamente a Filosofia, Poesia, Romance, Literatura Infanto-Juvenil, Imprensa, Teatro, Fotografia, Turismo, Empreendedorismo, Música.
Os vencedores recebem o Troféu "Vida" da escultora Cristina Rocha Leiria.
O Prémio António Quadros completou em 2020 10 anos.

## Vencedores
- 2011 - Filosofia - Natureza, Razão e Mistério, Para uma Leitura Comparada de Sampaio de Afonso Rocha
- 2012 - Poesia - Lendas da Índia, de Luís Filipe Castro Mendes
- 2013 - Romance - A Cidade de Ulisses de Teolinda Gersão
- 2014 - Literatura Infanto-juvenil - Nunca Digas Nunca! de Lara Xavier, com ilustração de Raquel Pinheiro
  - Menção Honrosa - Este Livro está a Chamar-te (Não Ouves?) de Isabel Minhós, com ilustração de Madalena Matoso
- 2015 - Imprensa -  Francisco Balsemão (Jornal Expresso).
- 2016 - Teatro - Carmen Dolores[2]
- 2017 - Fotografia - Pedro Letria[2]
- 2018 - Turismo - Margarida Magalhães Ramalho
- 2019 - Empreendedorismo - Isabel Jonet
- 2020 - José Cid

Apis: Câmara Municipal de Rio Maior; Cooperativa “TERRA CHÃ – uma ideia de desenvolvimento local e integrado; Doces d'Aldeia; Enoport Wines; Loja do Sal.